# Csinibabák klubja
A Csinibabák klubja (eredeti cím: The Clique) 2008-ban bemutatott  amerikai film, amelyet Michael Lembeck rendezett. A zenéjét George S. Clinton szerezte, a producere Tyra Banks volt, a főszerepekben Elizabeth McLaughlin, Ellen Marlow, Samantha Boscarino, Bridgit Mendler és Sophie Anna Everhard látható.

## Szereplők
| Szereplő        | Színész(nő)          | Magyar hang      |
| --------------- | -------------------- | ---------------- |
| Massie Block    | Elizabeth McLaughlin | Dögei Éva        |
| Claire Lyons    | Ellen Marlow         |                  |
| Alicia Rivera   | Samantha Boscarino   |                  |
| Kristen Gregory | Bridgit Mendler      |                  |
| Dylan Marvil    | Sophie Anna Everhard |                  |
| William Block   | David Chisum         | Galbenisz Tomasz |